# Caxirola
Caxirola é um instrumento musical do tipo chocalho criado por Carlinhos Brown para ser o instrumento musical oficial da copa do mundo de futebol de 2014. A caxirola foi certificada dia 27 de setembro de 2012 pelo Ministério do Esporte. Sua concepção teve inspiração no caxixi, que é espécie de chocalho utilizado na capoeira. Embora o caxixi seja feito de palha e sementes, a caxirola é de plástico e material sintético, que, segundo ele, "são mais ecológicos que o bambu usado, há séculos, pelas comunidades indígenas" no caxixi. A questão é polêmica, pois o chamado PE (Polietileno) verde retira CO2 (dióxido de carbono) da atmosfera tal como os vegetais com que se confecciona a palha do caxixi, mas possui baixa degradabilidade, tal como o polietileno convencional, tornando-se fundamental a correta destinação do lixo, enquanto os defensores da não-degradabilidade afirmam que a degradabilidade não-controlada libera gases do efeito estufa.
Carlinhos Brown informou que houve preocupação para que o som emitido pela caxirola não fosse desagradável aos ouvidos, como no caso das vuvuzelas.

 A caxirola respeita os limites sonoros. Ela reproduz sons da natureza, do mar, por isso trabalhamos com os melhores engenheiros acústicos para que o som fosse gostoso, agradável. — Carlinhos Brown
Ainda segundo Brown, o ministro do Esporte, Aldo Rebelo, e a Fifa acompanharam de perto a concepção do instrumento, que faz parte da linha de produtos oficiais da Fifa.
O instrumento foi apresentado ao público durante a abertura da mostra "O Olhar que Ouve", composta por 19 obras do artista baiano e que ficou em exposição na sede da presidência da República, em 2013. A presidente Dilma Roussef aprovou o instrumento.
 O Carlinhos é um autor e um grande artista. E ele expressa um mundo diverso, mas muito específico, do Brasil, e especialmente da Bahia. A pluralidade, o fato de que esse mundo tem milhões de aspectos. (…) Nos encanta porque ele combina essa imagem verde e amarela da caxirola, esse fato que… estamos falando de um plástico verde, de um país que tem a liderança da sustentabilidade no mundo e ao mesmo tempo é um objeto capaz de fazer duas coisas: de combinar a imagem com som e nos levar a gols.— Dilma Roussef
Em março de 2013, a FIFA tentou proibir o uso do instrumento alegando que o mesmo poderia ser usado como arma ou como método de publicidade (autocolante).

## Críticas
Em 2010, especialistas ligados à preservação e à promoção das culturas tradicionais e ao direito intelectual criticaram a certificação dada pelo Ministério dos Esportes ao instrumento, uma vez que, segundo eles, a caxirola é uma cópia do caxixi. Para eles, faltou cuidado das autoridades ao promover iniciativas privadas sem se atentar para a proteção ao patrimônio cultural brasileiro. Por isso, eles defendem que o governo deve pensar em como beneficiar os artesãos e os povos tradicionais pelo uso de seus conhecimentos.
 Somos contrários ao registro desse objeto pela iniciativa privada sem que as comunidades tradicionais que criaram os instrumentos originais sejam beneficiadas. É necessário discutir melhor a questão da propriedade intelectual e como recompensar os povos tradicionais por iniciativas como essas.— Josilene Magalhães, diretora substituta do Departamento de Proteção ao Patrimônio Afro-Brasileiro da Fundação Palmares
No primeiro dia em que o instrumento foi distribuído ao público, no jogo do Bahia contra o Vitória em 28 de abril de 2013, a torcida do Bahia jogou centenas de caxirolas no gramado da Arena Fonte Nova demonstrando o potencial negativo da iniciativa.

## Proibição
Em 27 de maio de 2013, o Comitê Organizador Local (COL) anunciou que o instrumento não seria permitido nos estádios. Esta proibição valeu, inclusive, para o jogo amistoso entre Brasil e Inglaterra. O mesmo valeu para a Copa das Confederações e a Copa do Mundo de 2014.